# Erwin Hochsträsser
Erwin Hochsträsser (? – ?) svájci labdarúgócsatár.